# Eadmer

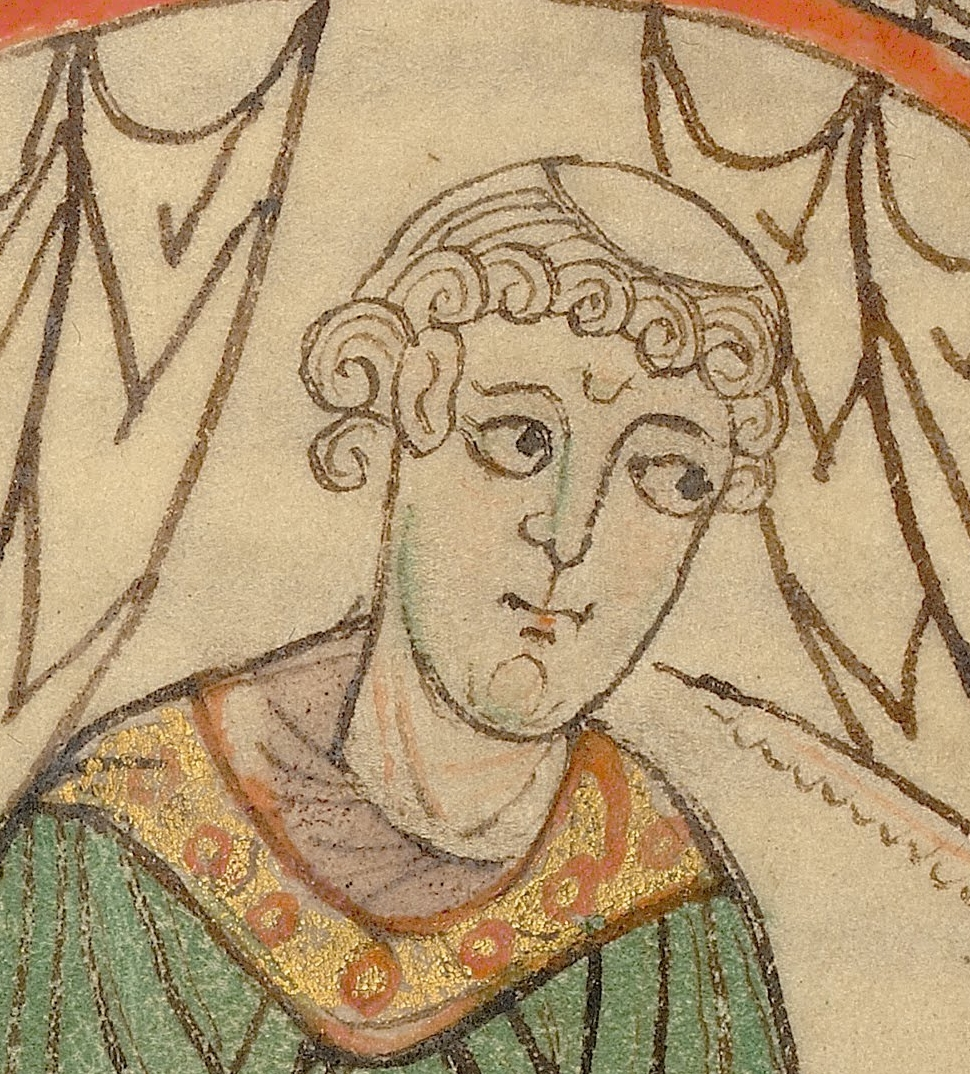
Darstellung von Eadmer aus der Mitte des 12. Jahrhunderts

Eadmer, auch Edmer oder Ediner (* um 1060; † 13. Januar (?) nach 1128), genannt auch Eadmer von Canterbury, war ein englischer Benediktiner, Theologe und Chronist im Mittelalter.

## Leben
Eadmer wurde schon als Kind im Kloster Christ Church in Canterbury aufgenommen. Dort wurde er Mönche und lernte Anselm von Canterbury kennen, als dieser von seiner Abtei Le Bec aus das Kloster Christ Church visitierte. Diese Beziehung entwickelte sich, als Anselm zum Erzbischof von Canterbury gewählt wurde, zur Freundschaft. 1120 wurde Eadmer zum Erzbischof von St Andrews bestimmt, doch wurde er dort  nicht anerkannt und kehrte in sein Kloster zurück. Er ist einer der ersten Vertreter der Lehre von der unbefleckten Empfängnis Marias. Sein Werk De Excellentia Virginis Mariae wird in der der unbefleckten Empfängnis gewidmeten Enzyklika Ad Diem Illum zitiert.

## Schriften
- Historia Novorum in Anglia (Geschichte der Erzbischöfe Lanfrank, Anselm und Radulf von Canterbury), hrsg. v. Joh. Selden, London 1623; neue Ausgabe: Martin Rule (Hrsg.): Eadmeri Historia novorum in Anglia et opuscula duo De Vita Anselmi et quibusdam miraculis eius. ebenda 1884.
- Eadmer, The Life of St Anselm, Archbishop of Canterbury, hg. v. Richard W. Southern (Oxford Medieval Texts). Ndr. Oxford 1996.
- Vita des Bergwin von Canterbury, Oswald von York, Odo von Canterbury, in: AS Aug. V u. Juli II
- Vita des Wilfrid v. York, in: J. Raine, The Historians of the Church of York I, 1819
- Tractatus de Conceptione S. Mariae, neu hrsg. v. Herbert Thunston u. Thomas Slater, 1904